# Апостольский нунций в Чехии
Апостольский нунций в Чешской Республике — дипломатический представитель Святого Престола в Чехии. Данный дипломатический пост занимает церковно-дипломатический представитель Ватикана в ранге посла. Апостольская нунциатура в Чехии была учреждена на постоянной основе 30 июня 1993 года, после признания Святым Престолом распада Чехословакии. Её резиденция находится в Праге.
В настоящее время Апостольским нунцием в Чехии является архиепископ Иуда Фаддей Около, назначенный Папой Франциском 1 мая 2022 года.

## История
Апостольская нунциатура в Чехии, в качестве постоянной нунциатуры, была учреждена 30 июня 1993 года, после признания Святым Престолом независимости Чехии, возникшей после распада Чехословакии.
Предшественницей Апостольской нунциатуры в Чехии была Апостольская нунциатура в Чехословакии учреждённая в 1920 году. В 1950 году дипломатические отношения между Святым Престолом и Чехословакии, в связи с коммунистическим режимом были прерваны и восстановлены только в 1989 году.

## Апостольские нунции в Чехии
- Джованни Коппа — (30 июня 1993 — 19 мая 2001, в отставке);
- Эрвин Эндер — (19 мая 2001 — 25 ноября 2003 — назначен апостольским нунцием в Германии);
- Диего Каузеро — (10 января 2004 — 28 мая 2011 — назначен апостольским нунцием в Швейцарии и Лихтенштейне);
- Джузеппе Леанца — (15 сентября 2011 — 2 января 2018, в отставке);
- Чарльз Дэниэл Бэлво — (21 сентября 2018 — 17 января 2022 — назначен апостольским нунцием в Австралии);
- Иуда Фаддей Около — (1 мая 2022 — по настоящее время).